# 锥凸姬蜂属
锥凸姬蜂属（学名：Facydes）是姬蜂科下的一个属。

## 下属物种
本属包括以下物种：
- 黑斑锥凸姬 Facydes nigroguttatus Uchida, 1935
- Facydes purpureomaculatus Cameron, 1901